# Eupetrichthys angustipes
Eupetrichthys angustipes es una especie de peces de la familia Labridae en el orden de los Perciformes.

## Morfología
Los machos pueden llegar alcanzar los 12,4 cm de longitud total.

## Distribución geográfica
Se encuentra al sur de Australia (en Australia Occidental hasta Nueva Gales del Sur).